# Òptica física

Refracció de la llum segons el principi de Huygens-Fresnel. Els punts grocs indiquen els punts on s'originen les noves ones.

L'òptica física, òptica ondulatòria o òptica electromagnètica és la disciplina de la física que s'ocupa de l'estudi de la llum considerada com a ona electromagnètica. Es fonamenta en el Principi de Huygens-Fresnel per ocupar-se de fenòmens com les interferències, la difracció o la polarització.

## Història
Christiaan Huygens (1629–1695) va proposar una teoria ondulatòria de la llum en forma matemàtica al seu Traité de la Lumière (Tractat de la llum), publicat el 1690. Però Isaac Newton (1642–1727) va publicar el 1704 Opticks, on formulava la seva teoria corpuscular de la llum. El prestigi d'aquest darrer autor feu que la teoria corpuscular es mantingués viva fins a finals del segle XIX malgrat les seves creixents dificultats per a explicar les observacions.
En seria un exemple el dels "anells de Newton", explicats per Robert Hooke (1635-1703) utilitzant la teoria ondulatòria, tanmateix va prevaldre la posterior de Newton, adaptada a la seva teoria corpuscular. Fins i tot un fenomen, estudiat sistemàticament per Hooke, és conegut amb el nom impropi de Newton, anells de Newton. La interpretació correcta d'aquest fenomen arribaria el 1802 gràcies a Thomas Young (1773-1829). Young és més rellevant perquè va demostrar, amb el seu famós experiment de la doble escletxa publicat el 1807, que, tal com predeia la teoria ondulatòria, les ones de la llum s'interferien.
Tanmateix seria Augustin Jean Fresnel (1788-1827) qui acabaria per establir definitivament la natura ondulatòria de la llum, el 1818 a va presentar a un concurs de l'Acadèmia Francesa de les Ciències l'article Mémoire sur la diffraction de la lumière on donava una explicació del fenomen de la difracció basada en la teoria ondulatòria. Un dels membres del jurat, Poisson (1781-1840), partidari de les idees newtonianes, va pensar que hi havia trobat un problema atès que, en cas de ser correcta la teoria de Fresnel, hi hauria d'aparèixer un punt brillant al centre de l'ombra circular d'un objecte rodó. Però el president del jurat, Francesc Aragó (1786-1853), va fer un experiment on es va poder observar el punt brillant, avui dia conegut com a punt d'Aragó.